# Eugenio Dal Corso
Eugenio Dal Corso P.S.D.P. (Lugo di Valpantena di Grezzana, 16 mei 1939 – Negrar, 20 oktober 2024) was een Italiaans geestelijke en een kardinaal van de Rooms-Katholieke Kerk, werkzaam in Angola.
Dal Corso trad in 1956 in bij de orde der Poveri Servi della Divina Provvidenza. Op 7 juli 1963 werd hij priester gewijd. Vervolgens verrichtte hij pastorale werkzaamheden.
Vanaf 1975 was Dal Corso werkzaam als missionaris in Argentinië. In 1986 werd hij overgeplaatst naar Angola, waar hij in 1991 benoemd werd tot provinciaal van zijn orde.
Dal Corso werd op 15 december 1995 benoemd tot bisschop-coadjutor van Saurimo; zijn bisschopswijding vond plaats op 3 maart 1996. Toen Pedro Marcos Ribeiro da Costa op 15 januari 1997 met emeritaat ging, volgde Dal Corso hem op als bisschop van Saurimo. Op 18 februari 2008 werd hij benoemd tot bisschop van Benguela. Hij ging op 28 maart 2018 met emeritaat.
Dal Corso werd tijdens het consistorie van 5 oktober 2019 kardinaal gecreëerd. Hij kreeg de rang van kardinaal-priester. Zijn titelkerk werd de Sant'Anastasia.
Dal Corso overleed in 2024 op 85-jarige leeftijd.
- International Standard Name Identifier: 0000 0000 6197 1450
- Nederlandse Thesaurus van Auteursnamen: 069195099
- Réseau des bibliothèques de Suisse occidentale: 02-A018065659
- Istituto Centrale per il Catalogo Unico: PUVV383357
- Virtual International Authority File: 89583708
- WorldCat: E39PBJjmVB6bHbXBHDx9dtVt8C